# NaTemat.pl
NaTemat.pl (naTemat) – polski serwis internetowy o profilu liberalnym założony przez Tomasza Lisa. Jest dostępny w sieci od 22 lutego 2012 roku. Zajmuje się szeroką tematyką – m.in. najnowszymi wydarzeniami, polityką, stylem życia, kulturą, problemami społecznymi czy informacjami ekonomicznymi i sportowymi. Właścicielem naTemat jest spółka Glob360 z o.o., która wydaje także serwis o biznesie i innowacjach INNPoland.pl oraz lifestyle’owy portal dla ojców dadHERO.pl. W skład Grupy naTemat wchodzi także magazyn parentingowy MamaDu.pl oraz satyryczny ASZdziennik.pl. Serwis był notowany w rankingu Alexa na miejscu 17 988.
W 2016 roku Google przyznał wydawcy grant w ramach swojego funduszu Digital News Innovation (DNI), w którym wspiera innowacyjne i jakościowe dziennikarstwo. Tak powstał serwis Trudat.pl, który ma weryfikować newsy i obiegowe opinie. W 2019 roku firma została doceniona przez Google DNI po raz drugi, dostając grant na rozwój kolejnego projektu.
Właścicielami Glob360 są Tomasz Lis (65% udziałów) i Robert Jędrzejczyk (35% udziałów).
Jak podał na swoim blogu ówczesny dyrektor zarządzający i redaktor naczelny serwisu Tomasz Machała, po siedmiu miesiącach od powstania naTemat przekroczył granicę miliona unikalnych użytkowników. W marcu 2013 roku naTemat przekroczył liczbę miliona realnych użytkowników (1 022 344) i osiągnął 14. miejsce w swojej kategorii.
W listopadzie 2016 z firmą pożegnał się prezes, dyrektor zarządzający i redaktor naczelny. Tomasz Machała przeszedł do Wirtualnej Polski, nową redaktor naczelną została Agata Komosa, która wraz z dyrektorem operacyjnym ds. core businessu Michałem Mańkowskim zaczęła prowadzić redakcję. Nowym prezesem spółki został Wojciech Piwocki, wcześniej związany z Eurozetem i Agencją Reklamy Polskiego Radia, który w marcu 2017 został na tym stanowisku zastąpiony przez Monikę Bogusz-Jędrzejczyk, ówczesną członkinię zarządu ds. korporacyjnych.
We wrześniu 2017 roku na czele serwisów Grupy naTemat stanął redaktor naczelny i dyrektor operacyjny Michał Mańkowski – związany ze spółką od początku jej istnienia. W lutym 2019 roku Michał Mańkowski, Monika Ruszkowska i Paulina Plenkiewicz dołączyli oficjalnie do zarządu spółki. W styczniu 2021 roku prezeską firmy została Paulina Plenkiewicz. 
W październiku 2024 roku dotychczasowy redaktor naczelny i członek zarządu Michał Mańkowski, zdecydował się odejść z wydawnictwa, w którym 7 lat był redaktorem naczelnym. Nową redaktor naczelną została dotychczasowa redaktor wicenaczelna Milena Bryła.
W oficjalnym komunikacie na naTemat.pl poinformowano, że w styczniu 2019 roku wszystkie serwisy Grupy naTemat odwiedziło łącznie 15 mln unikalnych użytkowników, co jest najlepszym wynikiem w historii firmy.
W czerwcu 2019 roku w badaniu Megapanel PBI/Gemius serwis naTemat.pl zanotował niemal 5 mln realnych użytkowników i znajdował się na 8. miejscu w Polsce w kategorii „informacje i publicystyka”. Natomiast cała Grupa miała oglądalność na poziomie 6,4 mln realnych użytkowników.
Fanpage naTemat w październiku 2016 okazał się po raz kolejny najbardziej interaktywną marką na polskim Facebooku, o czym w swoim raporcie „Fanpage Trends” donosi firma badawcza Sotrender.
Serwis łączy treści redakcyjne i wpisy blogerów. Wśród ponad 900 autorów są m.in. Stefan Niesiołowski, Jacek Dehnel, Tomasz Lis, Marcin Orliński, Jacek Rostowski, Krzysztof Hołowczyc, Aleksander Kwaśniewski, Krystyna Kofta, Karol Okrasa.
W 2012 r. Grupa miała 956 tys. zł przychodów i 721 tys. zł straty netto, w 2014 r. 5,8 mln zł wpływów i 1,9 mln zł zysku netto, w 2015 r. 8,2 mln zł wpływów i 1,76 mln zł zysku netto, w 2016 r. 8,5 mln zł wpływów i 1,4 mln zł zysku netto. Portal NaTemat.pl w lutym 2017 r. miał 4,19 mln realnych użytkowników, 38,54 mln odsłon i 30:13 minuty czasu korzystania.
W sierpniu 2017 r. udziałowcy Glob360 wstępnie ogłosili informację o możliwości podjęcia współpracy z ewentualnym partnerem strategicznym, ale ostatecznie spółka pozostała niezależnym wydawcą, stawiając na rozwój mobilny i reklamy typu programmatic.